# Pristimantis nervicus
Espèce
Synonymes
- Eleutherodactylus nervicus Lynch, 1994

Statut de conservation UICN

 LC  : Préoccupation mineure
Pristimantis nervicus est une espèce d'amphibiens de la famille des Craugastoridae.

## Répartition
Cette espèce est endémique de la cordillère Orientale en Colombie. Elle se rencontre entre 3 100 et 3 870 m d'altitude dans les départements de Cundinamarca, de Boyacá et de Meta.

## Publication originale
- Lynch, 1994 : A new species of high-altitude frog (Eleutherodactylus: Leptodactylidae) from the Cordillera Oriental of Colombia. Revista de la Academia Colombiana de Ciencias Exactas Fisicas y Naturales, vol. 19, no 72, p. 195-203.